# Октябрьская улица (Иваново)
Октя́брьская у́лица — улица города Иванова. Располагается в Октябрьском районе. Начинается от проспекта Ленина и идёт в восточном направлении до улицы Генкиной. Является продолжением улицы Дзержинского.

## Происхождение названия

Местечко Ямы. Начало XX века

В 1909 году в местечке Старые Ямы была образована Никоновская улица. В 1927 году Никоновская улица была объединена с Тощиловским переулком (назван в 1899 году по фамилии владельца углового дома) и переименована в Октябрьскую в честь Октябрьской революции.

## Архитектура
Застройку составляют многоэтажные жилые дома советской планировки, т. н. сталинки, и дома Второго Рабочего посёлка.
На улице расположен клуб Общества слепых и Управление Росгвардии по Ивановской области.

## Транспорт
Маршрутное такси: 42

## Улица в произведениях литературы и искусства
Ямы - рабочий квартал. На Ямах нет ни асфальтов, ни мостовых. Ямы, как скотное стойло, затонули в смраде, в грязи, в нищете. Что ж, в самом деле: чистой публике города незачем быть в этих трущобах, чистая публика города ходит окольными путями.
Д. А. Фурманов. «Как убили Отца».

## Галерея

Октябрьская улица на пересечении с проспектом Ленина